# Let’s Encrypt
Let’s Encrypt – urząd certyfikacji dostępny jako publiczny produkt od 12 kwietnia 2016 roku (beta od 3 grudnia 2015). Projekt dostarcza użytkownikom darmowe certyfikaty szyfrowania X.509 Transport Layer Security (TLS) w ramach zautomatyzowanego procesu stworzonego w celu wyeliminowania wad ręcznego tworzenia, walidacji, podpisywania oraz instalacji certyfikatów dla bezpiecznych stron internetowych.

## Cele projektu
Głównym celem projektu jest dostarczenie łatwych w użyciu certyfikatów TLS. Jako że w momencie powstania projektu duża część ruchu w internecie wciąż odbywa się za pośrednictwem nieszyfrowanego protokołu HTTP, naraża to użytkownika na podsłuchiwanie czy wstrzykiwanie reklam lub ciasteczek śledzących. Aby temu zapobiec, konieczne jest użycie protokołu HTTPS, który do szyfrowania transmisji wykorzystuje certyfikaty TLS podpisane przez urząd certyfikacji. Wadami, które projekt stara się rozwiązać, są koszty i trudności związane z uzyskaniem certyfikatu i wdrożeniem certyfikatu. Let’s Encrypt ma oferować bezpłatne certyfikaty oraz zestaw narzędzi do zarządzania nimi oraz automatycznej integracji z serwerami HTTP.

## Założyciele
Let’s Encrypt jest usługą dostarczaną przez Internet Security Research Group (ISRG) – organizację pożytku publicznego. Do głównych sponsorów należy Electronic Frontier Foundation (EFF), Mozilla Foundation, Akamai, oraz Cisco Systems. Wśród innych partnerów warto wspomnieć urząd certyfikacji IdenTrust, Uniwersytet Michigan (U-M), Stanford Law School, Linux Foundation oraz Stephena Kent z Raytheon/BBN Technologies, a także Alexa Polvi z CoreOS.